# Andrzej Bilik
Andrzej Bilik (ur. 7 sierpnia 1939 w Sosnowcu, zm. 30 kwietnia 2023) – polski dziennikarz i publicysta, a także dyplomata.

## Życiorys
Syn lekarza Adama Bilika, absolwent IV L.O. im. H. Sienkiewicza w Częstochowie oraz Wydziału Dziennikarstwa Uniwersytetu Warszawskiego (1961). Następnie dziennikarz Polskiego Radia (1961–1964), Telewizji Polskiej (stały korespondent w Brukseli 1973–1979 i Paryżu 1981–1986), potem dyrektor Redakcji Programów Informacyjnych (1987–1989) i dyrektor generalny programów informacyjnych (1988–1990). Był wiceprzewodniczącym Rady Interwizji (1987–1989). Został laureatem nagrody Złoty Ekran 1988 za cykl programów telewizyjnych Polityka, politycy. Redaktor naczelny Kuriera Polonijnego (1992–1994), 24 Godziny (1995), redakcji RTV (1998–2000). Pod koniec lat 90. pracował w Gazecie Prawnej, od 2002 komentator tego dziennika.
Członek PZPR od 1970 roku. W latach 1962–1981 członek Stowarzyszenia Dziennikarzy Polskich, a od 1982 Stowarzyszenia Dziennikarzy PRL. W latach 1965–1969 attaché prasowo-kulturalny Ambasady Polskiej w Algierze, a w latach 1995–1999 ambasador RP w Algierii. Uczestnik obrad Okrągłego Stołu, gdzie reprezentował stronę partyjno-rządową przy tzw. podstoliku ds. masowego przekazu. W 1989 kandydował bez sukcesu na senatora ziemi częstochowskiej.
Laureat Nagrody Polskiego Klubu Publicystów Międzynarodowych (1974, 1976) oraz I Nagrody Przewodniczącego Komitetu do spraw Radia i Telewizji (1984). Odznaczony Krzyżem Kawalerskim Orderu Odrodzenia Polski, Złotym Krzyżem Zasługi, Odznaką Honorową miasta stołecznego Warszawy, Odznaką Honorową Polskiego Radia i Telewizji oraz Złotą Odznaką Stowarzyszenia Dziennikarzy PRL.
Według materiałów zgromadzonych w archiwum Instytutu Pamięci Narodowej był w latach 1972–1980 kontaktem operacyjnym Służby Bezpieczeństwa PRL o pseudonimach „AB” oraz „Bod”. Dokumentacja dotycząca jego osoby liczy 5 tomów, jego nazwisko znalazło się także na liście ujawnionych agentów i oficerów WSI.
W 1984 Stefan Kisielewski umieścił go na tzw. Liście Kisiela, opublikowanej przez Tygodnik Powszechny.
Pochowany został 6 maja 2023 na cmentarzu Parafii Świętej Trójcy w Będzinie w grobie rodziców.

## Autor książek
- Portugalska wiosna 1974, Książka i Wiedza, Warszawa 1974
- Belgijskie spotkania, Krajowa Agencja Wydawnicza, Warszawa 1980
- Wszystko o EWG Warszawa: 1981
- Paul, Nicole i inni Warszawa: 1986
- Piórem i kamerą. Bruksela, Paryż, Warszawa, Wydawnictwo Spółdzielcze, Warszawa 1992, ISBN  8320908310
- Charles de Gaulle, czyli Mit współczesny, Wydawnictwo Bellona, Warszawa 1990, ISBN  8311078653
- Yves Montand Warszawa: 1992
- Polityka, politycy Warszawa: [1992]
- Ambasada, Wydawnictwo Studio Emka, Warszawa: cop. 2006, ISBN  8388607731